# Techníti Límni Aráchthou
Techníti Límni Aráchthou är en reservoar i Grekland.   Den ligger i prefekturen Nomós Ártas och regionen Epirus, i den centrala delen av landet, 270 km nordväst om huvudstaden Aten. Techníti Límni Aráchthou ligger 161 meter över havet. Arean är 14,5 kvadratkilometer. Den sträcker sig 14,4 kilometer i nord-sydlig riktning, och 5,7 kilometer i öst-västlig riktning.
Följande samhällen ligger vid Techníti Límni Aráchthou:
- Péta (1 952 invånare)
- Káto Kalentíni (127 invånare)